# 都城市立中霧島小学校
都城市立中霧島小学校（みやこのじょうしりつ なかきりしましょうがっこう）は、宮崎県都城市山田町中霧島にある公立の小学校。

## 概要
歴史
1934年（昭和9年）に山田尋常高等小学校から分離する形で創立。現校名となったのは2006年（平成18年）。2024年（令和6年）に創立90周年を迎えた。
校章
霧島山を背景にして、中央に「小」の文字を配している。
校歌
1949年（昭和24年）制定。作詞は米丸重志、作曲は高島いわおによる。歌詞は3番まであり、歌詞中に校名は登場しない。
通学区域
都城市山田町のうち
中霧島地区 - 古江・山内一・山内二・谷頭一・谷頭二・谷頭三・谷頭五・谷頭六・谷頭七・谷頭八・谷頭九
中学校区は都城市立山田中学校。

## 沿革
- 1934年（昭和9年）
  - 3月31日 - 山田尋常高等小学校から分離する形で「中霧島尋常小学校」が創立。初代校長に黒木善エ門が着任。
  - 4月1日 - 山田尋常高等小学校の一部の教室を借用し、開校。
  - 11月 - 木造新校舎が完成し、山田尋常高等小学校から移転を完了。
- 1936年（昭和11年）
  - 6月 - 校地を拡張。
  - 9月 - 山田尋常高等小学校の校舎を移築し、2学級を増設。
- 1938年（昭和13年）5月 - 1学級を増設。裁縫専門を置き、裁縫室が完成。
- 1941年（昭和16年）4月1日 - 国民学校令施行により、「山田村中霧島国民学校」に改称。尋常科を初等科に改める。
- 1942年（昭和17年）2月 - 運動場を拡張。
- 1947年（昭和22年）4月1日 - 学制改革（六・三制の実施）により、新制小学校「山田村立中霧島小学校」に改組・改称。
- 1949年（昭和24年）10月15日 - 創立15周年を記念し、校歌を制定。
- 1953年（昭和28年）1月15日 - 町制施行により、「山田町立中霧島小学校」に改称。講堂を改築。
- 1954年（昭和29年）10月15日 - 創立20周年を記念し、学校図書館を充実。
- 1960年（昭和35年）2月 - 学校給食（A型）を開始。
- 1966年（昭和41年）2月 - 体育館が完成。
- 1967年（昭和42年）4月 - プールが完成。
- 1968年（昭和43年）3月 - 鉄筋コンクリート造新校舎が完成。
- 1971年（昭和46年）3月 - 新校舎が完成。
- 1972年（昭和47年）1月 - 新校舎（第二期工事、６教室）が完成。
- 1981年（昭和56年）2月 - 新校舎が完成。
- 1984年（昭和59年）
  - 11月 - 新校舎が完成。
  - 11月25日 - 創立50周年記念式典を挙行。
- 1990年（平成2年）8月 - 保健室を拡張。放送室を移転。
- 1998年（平成10年）11月 - 南校舎大規模改修が完了。
- 2002年（平成14年）8月 - 運動場を改修。
- 2003年（平成15年）5月 - 旧体育館を解体。
- 2004年（平成16年）3月 - 体育館が完成。
- 2006年（平成18年）1月1日 - 都城市との合併により、「都城市立中霧島小学校」（現校名）と改称。

## 交通アクセス
最寄りの鉄道駅
- JR九州 えびの高原線・吉都線 「谷頭駅」

最寄りのバス停留所
- 宮崎交通バス（宮交バス）「中霧島小」停留所

## 周辺
- 谷頭こども園